# فيل جونز (لاعب كرة قدم)
فيل جونز (بالإنجليزية: Phil Jones)‏ (12 سبتمبر 1961 في المملكة المتحدة - ) هو لاعب كرة قدم بريطاني في مركز الدفاع. لعب مع شيفيلد يونايتد ونادي غاينسبورو ترينيتي وماتلوك تاون ‏ ونادي بوسطن يونايتد.

## وصلات خارجية
- فيل جونز على موقع قاعدة بيانات كرة القدم.إي يو (الإنجليزية)
- فيل جونز على موقع قاعدة بيانات كرة القدم.إي يو (الإنجليزية)